# Gastone Colussi
Gastone Colussi (Zoldo Alto, 10 ottobre 1903 – ...) è stato un politico italiano.
Forse imparentato con l'omonimo industriale dei biscotti, la cui famiglia proviene proprio da Zoldo Alto, nei vent'anni del fascismo risulta aver ricoperto la sola carica di federale di Belluno dal 10 settembre 1938 al 10 luglio 1939. In virtù di tale incarico dal 2 marzo 1939 alla sostituzione fa parte della Camera dei fasci e delle corporazioni. 